# Dvärgspäckhuggare
Dvärgspäckhuggare (Feresa attenuata) är en ganska liten och ovanlig delfin och enda arten i släktet Feresa. Den har fått sitt namn för att den delar några fysiologiska egenskaper med späckhuggaren. Dvärgspäckhuggare är en aggressiv delfin som kan döda andra delfiner, oftast ungdjur.
Ända fram till tidiga 1950-talet var två skallar som fanns på British Museum det enda beviset om att dvärgspäckhuggare existerade. År 1954 beskrev en japansk valforskare en sällsynt ”tumlare” som några valfångare hade dödat. Han skrev att tumlarnas skallar var identiska med de på British Museum men att de hade kroppar som späckhuggare.

## Utseende
Dvärgspäckhuggare är av medelstorlek i jämförelse med andra delfinarter, lite tyngre och större än en människa. Kroppen är robust och mörkfärgad, huvudet rundat med knapp någon nos. Valens sidor är ljusare färgat och undersidan har vita fläckar.
Vuxna exemplar är 207 till 287 cm långa (huvud och bål) och därtill kommer en 40 till 50 cm lång samt 50 till 66 cm bred stjärtfena. Arten har en 20 till 30 cm lång ryggfena och de tyngsta exemplaren vägde 110 till 156 kg. Antalet tänder i varje käkhalva varierar mellan 8 och 13.

## Utbredning
Fram till 1990-talet iakttogs arten främst kring Japan, Hawaii och Sydafrika. Det sydligaste fyndet vid denna tidpunkt var från havet nära Buenos Aires i Argentina. Allmänt ligger utbredningsområdet mellan 40°N och 35°S. Arten syns sällan nära kusterna. Undantaget är djupa områden nära strandlinjen där vattnet är klart. Ibland besöks bihav som Medelhavet, Röda havet och Persiska viken.

## Ekologi
Det är mycket svårt att närma sig dvärgspäckhuggare men man har konstaterat att de lever i grupper på 4 till 50 individer och att de har setts jaga och döda andra delfinarter som den vanliga delfinen. 
Ifrån dvärgspäckhuggare som hölls i fångenskap har man kommit fram till att deras egentliga diet består av små fiskar (bland annat sardin, arter av släktet Trachurus och makrillgäddefiskar) samt bläckfiskar.

## Population och bevarandestatus
Dvärgspäckhuggare tros var en sällsynt art och enligt en uppskattning från 1993 fanns vid tidpunkten ungefär 39 000 individer i östra Stilla havet.
IUCN antar att dvärgspäckhuggare är känslig för oljud som skapas av människor, till exempel sonar som används av olika örlogsflottor eller geofysikaliska undersökningar med hjälp av sprängningar. Strandningar av stora flockar orsakas troligtvis av dessa störningar. I havet kring Sri Lanka, Taiwan, Japan, Indonesien och västindiska öar dödas några exemplar med harpun eller de dör som bifångst i fiskenät. Köttet används bland annat som bete vid fiske på hajar. IUCN uppskattar att de nämnda hoten endast påverkar lokala populationer. Arten listas som livskraftig (LC).